# Henryk Rozmiarek
Henryk Rozmiarek, poljski rokometaš, * 13. januar 1949, Poznanj, † 10. marec 2021.
Leta 1972 je na poletnih olimpijskih igrah v Münchnu v sestavi poljske rokometne reprezentance osvojil deseto mesto.
Čez štiri leta je z reprezentanco osvojil bronasto medaljo in leta 1980 sedmo mesto.